# カッシン (DD-43)
|          |                                                  |
| 艦歴     |                                                  |
| 発注     |                                                  |
| 起工     | 1912年5月1日                                     |
| 進水     | 1913年5月20日                                    |
| 就役     | 1913年8月9日（海軍） 1924年8月30日（沿岸警備隊） |
| 退役     | 1922年6月7日（海軍） 1933年6月5日（沿岸警備隊）  |
| その後   | 1934年8月22日に売却                              |
| 除籍     |                                                  |
| 性能諸元 |                                                  |
| 排水量   | 1,020トン                                        |
| 全長     | 305 ft 3 in (93 m)                               |
| 全幅     | 30 ft 4 in (9.2 m)                               |
| 吃水     | 10 ft 3 in (3.1 m)                               |
| 機関     |                                                  |
| 最大速   | 30ノット (56 km/h)                               |
| 乗員     |                                                  |
| 兵装     | 4インチ砲4門 18インチ魚雷発射管8門               |

カッシン (USS Cassin, DD-43) は、アメリカ海軍の駆逐艦。カッシン級駆逐艦の1隻。艦名は同海軍士官のステファン・カッシンに因む。

## 艦歴
カッシンは1912年5月1日にメイン州バスのバス鉄工所で起工した。1913年5月20日にH・C・カルシーによって命名、進水し、1913年8月9日に艦長ハリス・ラニング少佐の指揮下就役した。
就役後は大西洋水雷小艦隊に配属される。1913年12月5日にフロリダ州キーウェストに到着し、1914年6月16日までカッシンは第6分艦隊と共にカリブ海、メキシコ湾で艦隊演習および訓練に従事した。1914年5月19日に、タンピコ浅瀬において破損したアトランティス (SS Atlantis) の救助に向かう。負傷した船の乗客を乗艦させ、カッシンは彼らをメキシコのタンピコに上陸させた。オーバーホールの後、カッシンは10月21日から191年1月27日まで東海岸沿いでの作戦活動に従事、その後カリブ海に戻って冬季艦隊演習に参加した。
カッシンは1917年4月まで東海岸沿いの中立パトロールおよび訓練と、カリブ海での監視パトロールに従事し、その後直ちに海外配備の準備に入った。5月17日にアイルランドのコーヴ（旧称クイーンズタウン）に到着し、アメリカ兵を乗せた輸送船と海上で合流しそれらをイギリスおよびフランスの港まで護衛する任務を開始した。10月15日にカッシンはドイツ潜水艦 U-61 をマインドヘッド南方20マイルの海域で確認し、追跡を始めた。13:30にカッシンは左舷および後部に魚雷の直撃を受ける。砲手のオズモンド・イングラム一等海曹が戦死し、9名が負傷した。カッシンの舵は吹き飛び、船尾部分は大きく損傷し、その航跡は円を描き始めた。しかしながらカッシンは14:30に潜水艦の司令塔を発見し、4度の一斉射撃を行った。潜水艦はこの攻撃により潜航し、その後攻撃を行ってはこなかった。夜を通してカッシンは駆逐艦ポーター (USS Porter, DD-59) およびジェサマイン (HMS Jessamine) 、タマリスク (HMS Tamarisk) によって保護され、またロナルド・ニール・スチュアート大佐指揮する艤装帆船からの護衛も受けた。翌朝スノードロップ (HMS Snowdrop) によって牽引されたカッシンはクイーンズタウンに向かった。クイーンズタウンとワイト島のニューポートで修理を受けた後、カッシンは1918年7月2日に護衛任務に復帰した。
カッシンは1918年12月12日および13日に名誉ある任務を与えられた。カッシンはフランスのブレストで開催されるヴェルサイユ会議に向かうウッドロウ・ウィルソン大統領を乗せた輸送船ジョージ・ワシントン (SS George Washington) を護衛する艦の1隻に選ばれる。任務後カッシンは1919年1月3日にマサチューセッツ州ボストンに帰還した。
カリブ海での冬季演習後、カッシンは1919年5月1日にニューヨークを出航しアゾレス諸島に向かう。ここでカッシンは海軍の歴史的な大西洋横断飛行を行う NC-4 の飛行ルートで、その保護任務のためのステーション艦となる。その後修理のためボストンに帰還し、続いてペンシルベニア州フィラデルフィアに向かい同地で1919年6月18日に予備役となり、広範囲な修理が行われた。1921年2月14日にサウスカロライナ州チャールストンで再就役し、カッシンは第5駆逐小艦隊に合流、ニューイングランド沿岸での作戦活動を1921年10月11日まで続け、チャールストンに帰還した。1922年3月29日にフィラデルフィアに戻り、6月7日に同地で退役する。
カッシンは1924年4月28日に財務省に移管され、沿岸警備隊での任務に就く。沿岸警備隊では CG-1 の艦番号で、ラム・パトロールの1隻としてコネチカット州ニューロンドンを母港に活動した。
カッシンは1933年6月30日に海軍に返還され、1934年8月22日に売却された。